# Edenred
Edenred er en fransk virksomhed, der udbyder betalingsløsninger til konkrete formål. Deres produkter omfatter medlemsfordele, madkuponer, loyalitetsprogrammer, osv. Edenred er til stede i 46 lande, har 10.000 ansatte og 50 mio. brugere. Accor Services er opfinder af billet-restauranter grundlagt i 1962.
Edenred købte i 2024 den danske virksomhed Spirii som laver ladeløsninger til elbiler i 18 lande.